# Orpailleur (film)
Pour les articles homonymes, voir Orpailleur.
Pour plus de détails, voir Fiche technique et Distribution.
Orpailleur est un film français réalisé par Marc Barrat, sorti en 2009.

## Synopsis
Parce que son frère a mystérieusement disparu, Rod, jeune Parisien d'origine guyanaise, rentre au pays accompagné de son ami Gonz. 
Ils y rencontrent Yann, une guide touristique écologiste qui se bat contre l'orpaillage clandestin.

## Fiche technique
- Titre : Orpailleur
- Réalisation : Marc Barrat
- Scénario : Marc Barrat, Apsita Berthelot-Cissé
- Production : Richard Magnien
- Société de production : Mat Films
- Musique originale : Pierre Aviat
- Photographie : Claude Garnier
- Montage : Laurence Bawedin
- Casting : Nathalie Cheron
- Production design : Bettina von den Steinen
- Costumes : Cécile Guiot
- Distributeur : Rézo Films
- Pays d'origine :  France
- Format : couleur - Dolby
- Genre : aventures
- Durée : 90 min
- Dates de sortie : 
  - France : 27 août 2009 (Festival du film francophone d'Angoulême) ; 16 juin 2010 (sortie nationale)

## Distribution
- Tony Harrisson : Rod
- Julien Courbey : Gonz
- Sara Martins : Yann
- Jimmy Jean-Louis : Myrtho
- Thierry Godard : Lavergne
- Philippe Nahon : Zpapa
- George Aguilar : Joseph
- Roger Paes : Jair
- Cyril Gueï : Jefferson
- Viviane Émigré : Fifine
- Martine Maximin : Lydia
- Malick Bowens : Aldémir
- Ricky Tribord : Roland
- Josy Masse : Eugénie
- Stany Coppet : Jeff

## Autour du film
Le film a été tourné en Guyane.

## Distinctions
- 2009 : Festival du film francophone d'Angoulême : Valois du meilleur acteur, décerné à Julien Courbey.
- 2010 : Festival du film du Cap d'Agde